# Bandera County
Das Bandera County ist ein County im Bundesstaat Texas der Vereinigten Staaten. Das U.S. Census Bureau hat bei der Volkszählung 2020 eine Einwohnerzahl von 20.851 ermittelt. Der Sitz der County-Verwaltung (County Seat) befindet sich in Bandera.

## Geographie
Das County liegt südlich des Zentrums von Texas und hat eine Fläche von 2066 Quadratkilometern, wovon 15 Quadratkilometer Wasserfläche sind. Im Westen fließt der Sabinal River und im Osten der Medina River. Das County grenzt im Uhrzeigersinn an folgende Countys: Kerr County, Kendall County, Bexar County, Medina County, Uvalde County und Real County.

## Geschichte
Bandera County wurde am 25. Januar 1856 aus Teilen des Bexar County gebildet. Benannt wurde es entweder nach dem Bandera Pass, benannt nach dem spanischen Wort für Flagge oder nach einem spanischen General namens Bandera, oder den Bandera Mountains.
Archäologische Funde bestätigen eine erste Besiedlung der Gegend vor rund 10.000 Jahren. Im 18. Jahrhundert siedelten hier die Apachen, später die Comanchen. Im März 1854 erreichte eine Gruppe von Mormonen unter der Führung von Lyman Wight das County. Diese Gruppe von etwa 250 Mitgliedern siedelte an der Stelle des jetzigen Medina Lake. Da Wight vor der Fertigstellung der Kolonie verstarb, zogen die meisten Mormonen weiter nach Utah. Im Februar 1855 erreichte eine Gruppe von 16 polnischen Familien dieses Gebiet und im gleichen Jahr öffneten der erste Gemischtwarenladen und das erste Postbüro. Die ersten zwei öffentlichen Schulen wurden 1857 und 1858 eröffnet und 1860 war die Einwohnerzahl auf 399 Personen angestiegen. Die Population stieg langsam an und 1870 waren es schon 649 Menschen, die hier lebten. Die höchste Bevölkerungszahl wurde 1900 mit 5.332 Einwohnern erreicht und fiel in den nächsten 50 Jahren stetig.
Ab 1900 war die Ziegen- und Schafzucht die größte Einnahmequelle. 1930 wurden rund 130.000 Ziegen und 90.000 Schafe und nur 7.700 Rinder gemeldet. Im gleichen Jahr wurden 470.000 Pfund Mohair-Wolle und 589.000 Pfund Schurwolle produziert.
Drei Bauwerke des Countys sind im National Register of Historic Places (NRHP) eingetragen (Stand 21. September 2018).

## Demografische Daten

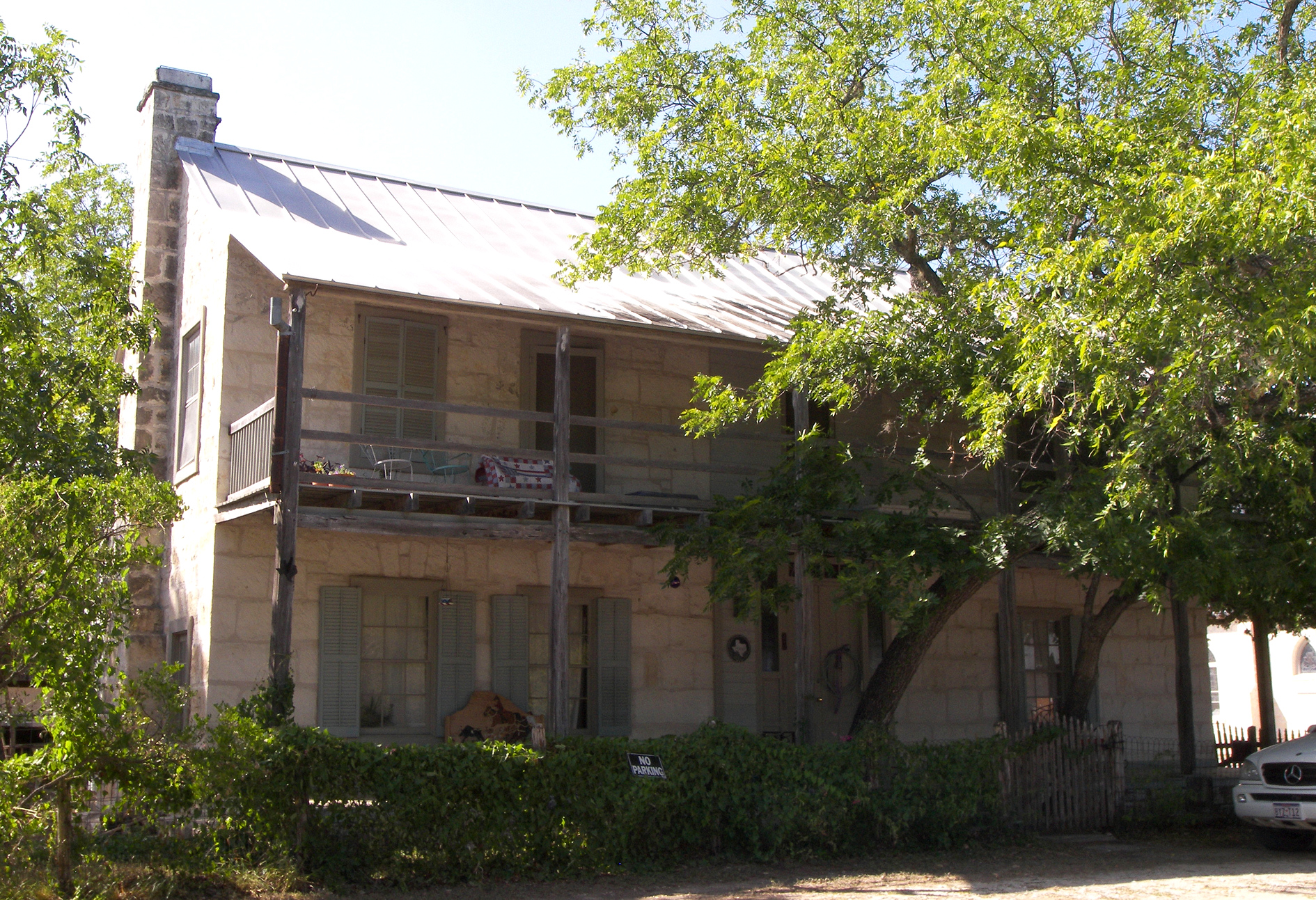
Das Jureczki House, gelistet im NRHP mit der Nr. 80004075

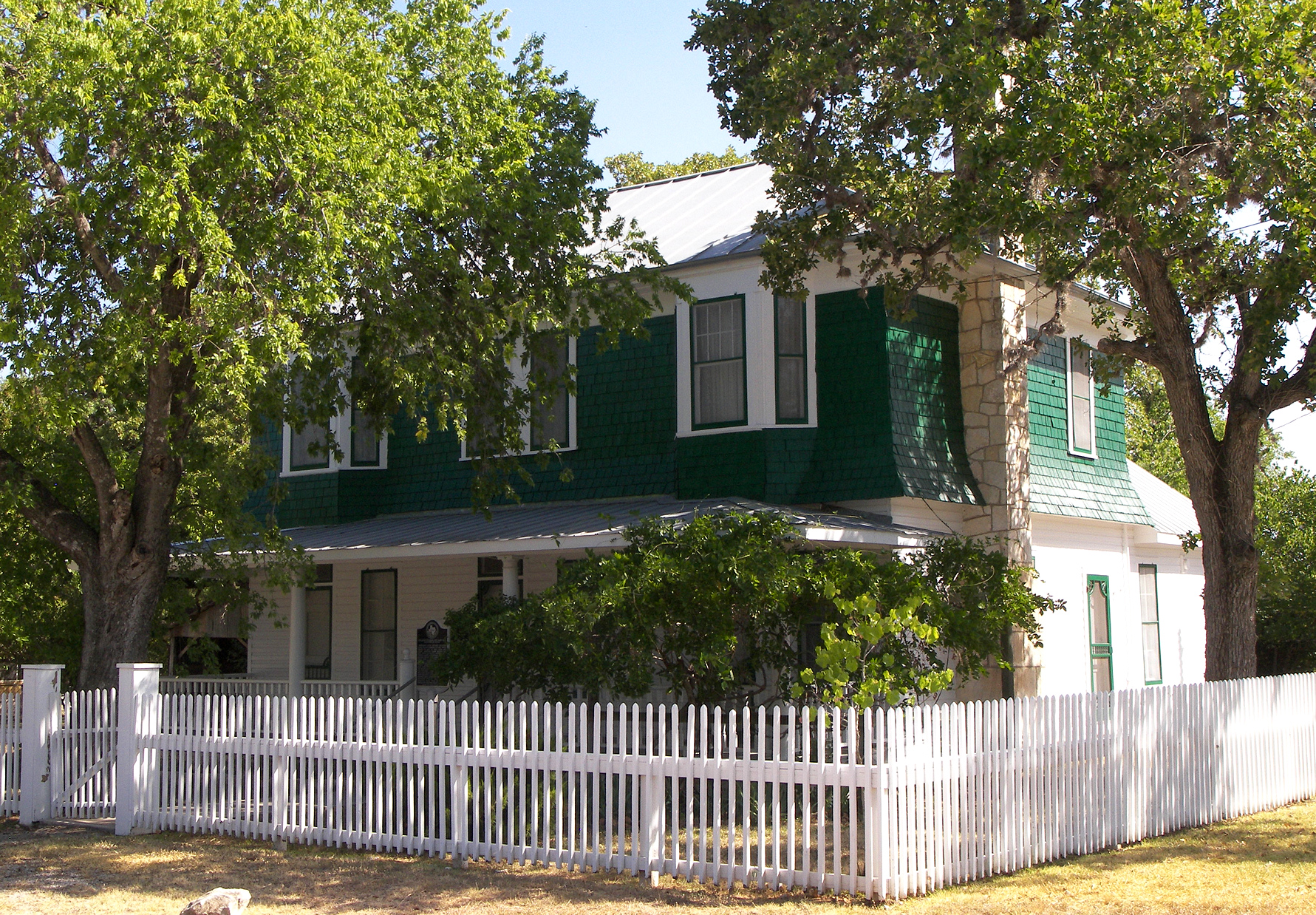
Das B.F. Langford Jr. and Mary Hay House, gelistet im NRHP mit der Nr. 04000229

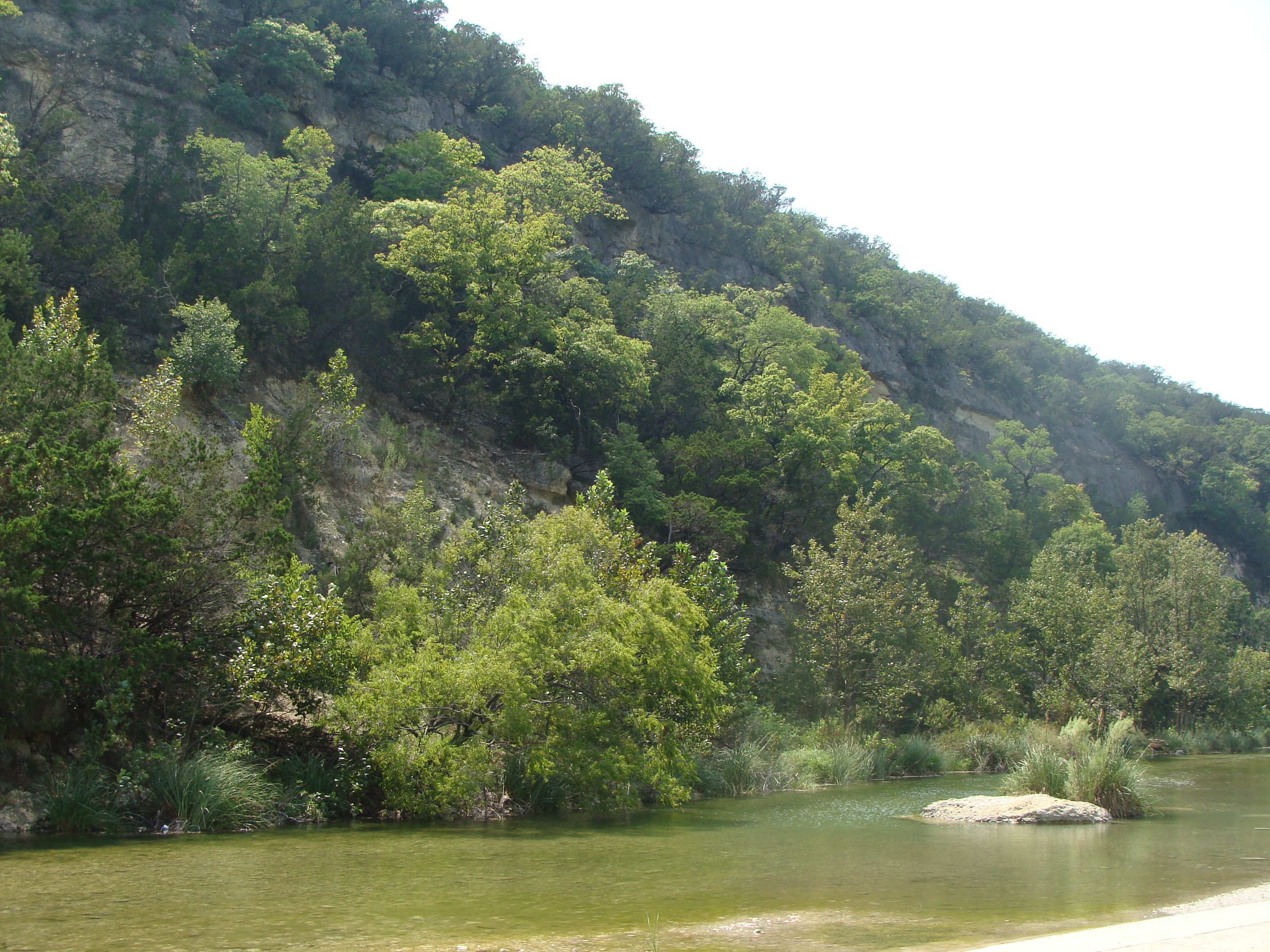
Lost Maples State Natural Area

Nach der Volkszählung im Jahr 2000 lebten im Bandera County 17.645 Menschen in 7.010 Haushalten und 5.061 Familien. Die Bevölkerungsdichte betrug 9 Einwohner pro Quadratkilometer. Ethnisch betrachtet setzte sich die Bevölkerung zusammen aus 94,02 Prozent Weißen, 0,33 Prozent Afroamerikanern, 0,90 Prozent amerikanischen Ureinwohnern, 0,28 Prozent Asiaten, 0,06 Prozent Bewohnern aus dem pazifischen Inselraum und 2,55 Prozent aus anderen ethnischen Gruppen; 1,86 Prozent stammten von zwei oder mehr Ethnien ab. 13,51 Prozent der Einwohner waren spanischer oder lateinamerikanischer Abstammung.
Von den 7.010 Haushalten hatten 29,1 Prozent Kinder oder Jugendliche, die mit ihnen zusammen lebten. 60,8 Prozent waren verheiratete, zusammenlebende Paare 7,3 Prozent waren allein erziehende Mütter und 27,8 Prozent waren keine Familien. 23,2 Prozent waren Singlehaushalte und in 9,9 Prozent lebten Menschen im Alter von 65 Jahren oder darüber. Die durchschnittliche Haushaltsgröße betrug 2,49 und die durchschnittliche Familiengröße betrug 2,92 Personen.
24,7 Prozent der Bevölkerung war unter 18 Jahre alt, 5,8 Prozent zwischen 18 und 24, 25,7 Prozent zwischen 25 und 44, 27,6 Prozent zwischen 45 und 64 und 16,2 Prozent waren 65 Jahre alt oder älter. Das Medianalter betrug 41 Jahre. Auf 100 weibliche Personen kamen 99 männliche Personen und auf 100 Frauen im Alter von 18 Jahren oder darüber kamen 98,3 Männer.
Das jährliche Durchschnittseinkommen eines Haushalts betrug 39.013 USD, das Durchschnittseinkommen einer Familie betrug 45.906 USD. Männer hatten ein Durchschnittseinkommen von 31.733 USD, Frauen 24.451 USD. Das Prokopfeinkommen betrug 19.635 USD. 7,7 Prozent der Familien und 10,8 Prozent der Einwohner lebten unterhalb der Armutsgrenze.

## Orte im County
- Bandera
- Lakehills
- Medina
- Medina Lake
- Pipe Creek
- Tarpley
- Vanderpool

## Schutzgebiete und Parks
- Bandera County Park
- Bear Springs Blossom Nature Preserve
- Hill Country State Natural Area
- Lost Maples State Natural Area